# Gloria Burgle

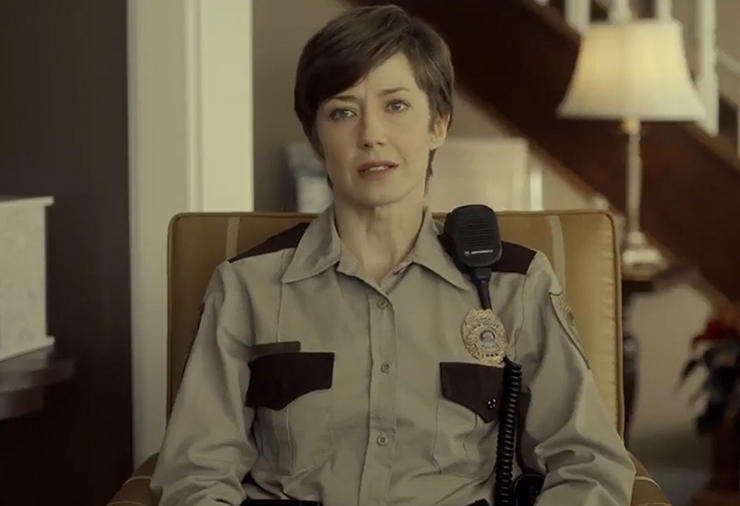
Gloria Burgle en la tercera temporada de Fargo

Gloria Burgle es un personaje ficticio que aparece en la tercera temporada de la serie televisiva estadounidense Fargo, del canal FX. Es la protagonista femenina de la temporada y es retratada por la actriz Carrie Coon.

## Descripción del personaje
Al principio de la tercera temporada, Gloria Burgle es la jefa de policía de la ciudad de Eden Valley, Minnesota, y una madre recién divorciada, que está luchando para entender este nuevo mundo donde la gente se conecta más íntimamente con sus teléfonos que cuando están cara a cara.

## Producción
Noah Hawley, productor ejecutivo de Fargo, contactó a la actriz Carrie Coon después de verla en la serie de HBO, The Leftovers y en la película Gone Girl. En una entrevista declaró: "Siento que es tan optimista como buena intérprete. Siempre siento cuando la estoy observando que ella está luchando de buena fe para intentar sacar lo mejor de las cosas. Y en una serie como The Leftovers el peligro es que el sentido del dolor y la pena consuman a la actuación y se convierta en un melodrama sensiblero. Pero con ella, siempre sentí como si aún así mantuviera un sentido del humor, y lo mismo sucedió con Gone Girl, que eran la dos programas en los que yo la había visto".
Hawley intencionalmente trató de diferenciar a Burgle de los personajes policíacos de las entregas anteriores, diciendo "ambos personajes, el de Frances McDormand y el de Allison Tolman, vivían en un mundo donde todo tenía sentido, donde creían en la decencia básica de las personas y comprobaban que tenían razón la mayor parte del tiempo, hasta que tropezaban con un caso que ponía todo patas arriba", mientras que Gloria Burgle "empieza desde un principio ya extrañada con el funcionamiento del universo, y siento como que una gran parte de su arco argumental se trata de que ella fuerza a la realidad para convertirse en algo que ella pueda entender. No se trata sólo de resolver un caso, sino de entrar en una lucha con un mundo que ella no entiende y tratar de ganarla".

## Recepción
La actriz Carrie Coon recibió elogios de la crítica por su actuación.
Por su trabajo tanto en Fargo como en la temporada final de The Leftovers, ambas producciones que salieron al aire al mismo tiempo, Carrie Coon fue nombrada "TV's Most Valuable Player" ("Actriz más valiosa en televisión") por la revista Rolling Stone. Carrie Coon también recibió dos nominaciones por su desempeño en Fargo: "Individual Achievement in Drama" ("Logro individual en drama") en los TCA Awards, el cual ganó, y "Outstanding Lead Actress in a Limited Series or Movie" ("Actriz principal destacada en una serie limitada o película") en los Premios Emmy de 2017.